# Apollo Sauroktonos

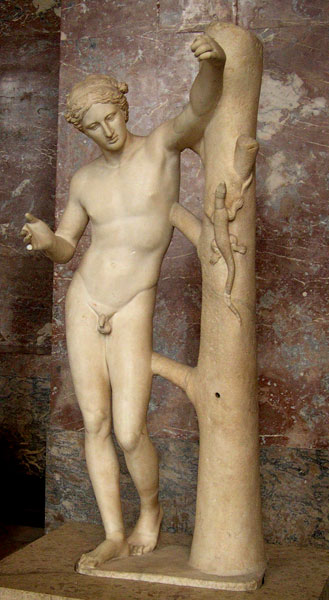
Apollo Sauroktonos, wersja z Luwru

Apollo Sauroktonos (Apollo zabijający jaszczurkę) – starożytna grecka rzeźba przedstawiająca boga Apollona. Oryginał, wykonany z brązu przez Praksytelesa w IV wieku p.n.e., nie zachował się do czasów współczesnych. Rzeźba znana jest jednak z licznych marmurowych kopii wykonanych w antyku, z których najsłynniejsza znajduje się obecnie w Luwrze. Inne wersje można podziwać m.in. w Muzeach Watykańskich i w Willi Albani.
Rzeźba przedstawia młodego Apolla opartego lewą ręką o drzewo i spoglądającego na jaszczurkę, która przywarła do pnia. Praksyteles zerwał z dominującym w ówczesnej sztuce frontalnym przedstawieniem postaci, ukazując boga w nienaturalnej, wygiętej pozie. Apollo niezachowaną strzałą, trzymaną pierwotnie w prawej ręce, szykuje się do zabicia gada, co według części krytyków ma wymowę religijną: jaszczurka jest symbolem sił chaosu.
Marmurowa wersja z Luwru datowana jest na I/II wiek i ma 1,49 m wysokości. Pierwotnie stanowiła część kolekcji rodziny Borghese, w 1807 roku została nabyta przez Napoleona.